# Quorn

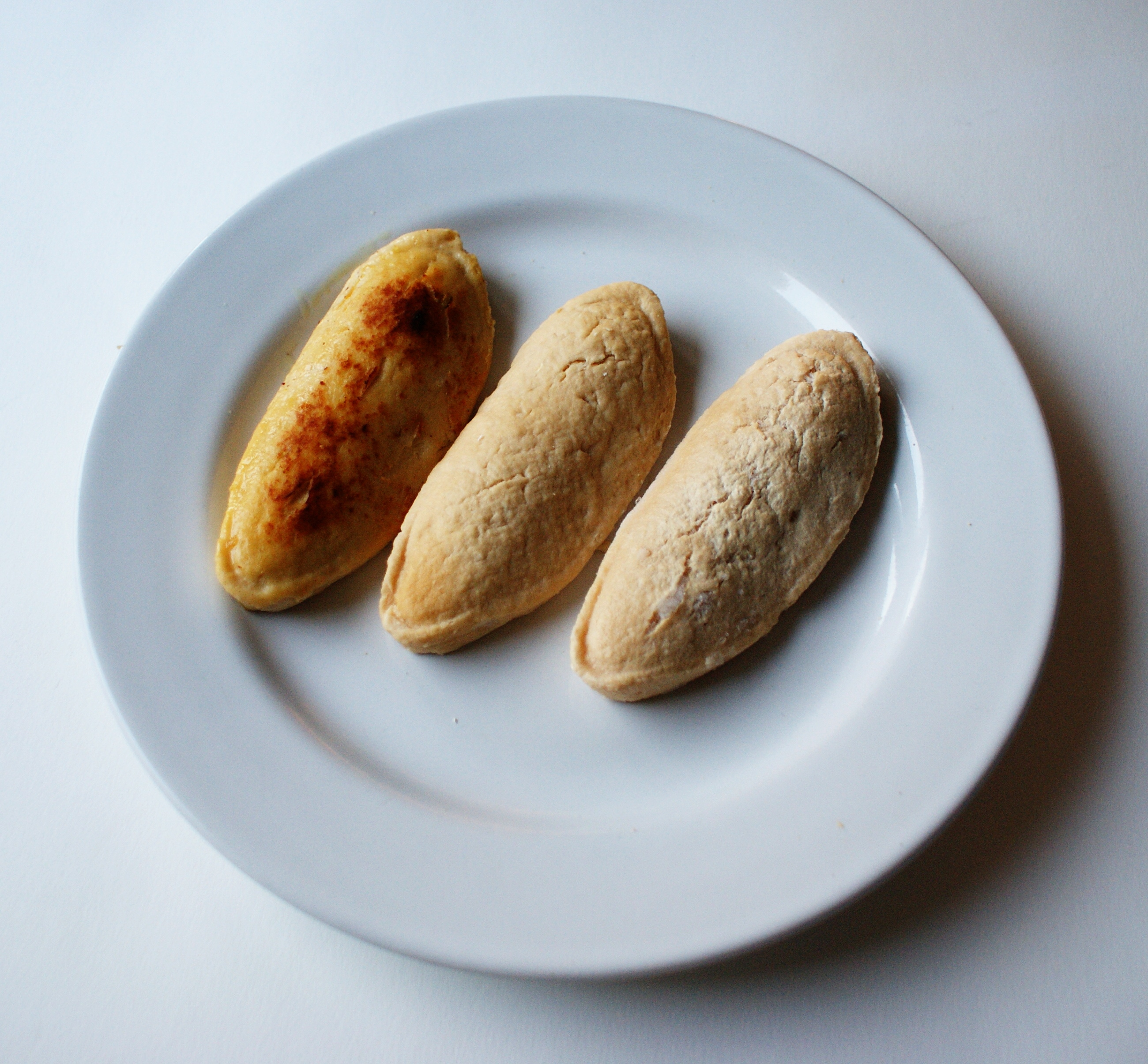
Quorn

Quorn is de merknaam voor een product op basis van mycoproteïne.Het is het gefermenteerd mycelium van de schimmel Fusarium venenatum en wordt gebruikt ter vervanging van vlees.
Het bestaat behalve water voor 14% uit eiwitten, 12,7% uit koolhydraten en 2,6% uit vet. Verder zijn er vitaminen en mineralen aan toegevoegd. Als bindmiddel wordt het eiwit van kippeneieren gebruikt. Nadat er ophef ontstond over het gebruik van eieren uit de bio-industrie in het product stapte men op dringend advies van diervriendelijke consumenten over op scharreleieren. Pas toen in 2004 alle Britse Quorn legbatterijeivrij was kreeg het product de goedkeuring van de Britse Vegetarian Society.
De schimmel werd in 1967 geïsoleerd uit de grond van een boerderij in Engeland, maar er werd in het begin niets mee gedaan totdat onderzoekers de waarde ervan ontdekten. In 1985 werd quorn na een testperiode van tien jaar door Marlow Foods voor het eerst op de markt gebracht. Pas nadat in 1994 de supermarktketen Sainsbury's het begon te verkopen werd het in Engeland een belangrijk product. Daarna werd het in de rest van Europa geïntroduceerd, in 1995 in Nederland,  en in 2002 ook in de Verenigde Staten. In 2006 wordt het verkocht in het Verenigd Koninkrijk, Nederland, België, Zweden, Zwitserland en de Verenigde Staten.
In de periode 2023/2024 verdween het geliefde product om economische redenen uit de Nederlandse winkels.